# Готлиб Даймлер
Готлиб Даймлер (на немски: Gottlieb Wilhelm Daimler) е германски инженер, индустриален дизайнер, един от първите, които работят върху двигателите с вътрешно горене.
Той е син на хлебар, завършил Политехниката в Щутгарт. Работи във фабриката за газови двигатели „Дойц". През 1885 година създава първия мотоциклет в света, а две години по-късно – първия четириколесен автомобил, задвижван от двигател с вътрешно горене.
През 1867 година се жени за Ема Кунц, дъщеря на аптекар. Тя умира през 1889, годината, в която Даймлер представя първия си автомобил на техническото изложение в Париж. В сътрудничество с Вилхелм Майбах работи по подобряване на характеристиките на двигателите с вътрешно горене и успява да намали габаритите и теглото им (до около 80 кг) като реализира немислимите за онова време 600 оборота в минута. Той полага основите на автомобилната индустрия и спомага за нейното разпространяване в цяла Европа. През 1892 година е продаден първият автомобил. В началото на 1893 година Готлиб Даймлер прекарва инфаркт и отива да се лекува в Италия. Във Флоренция се запознава с Лина Хартман, вдовица, с 22 години по-млада от него. Те сключват брак през същата година.
Даймлер умира през 1900 г. На негово име е наречен стадион в Щутгарт.